# Niels Reinhard
Niels Reinhard (* 16. April 1987 in Heidelberg) ist ein deutscher Musikproduzent, Kurzfilm- und Musikvideo-Regisseur sowie Gründer und Teil des Electro-House-Duos Laserkraft 3D.

## Karriere
Niels Reinhard machte sich ab 2004 als DJ Groovejuice in der Schüler- und Studentenszene von Mannheim einen Namen. Später folgten Clubauftritte und regelmäßige Bookings als Resident-DJ im Deep in Heidelberg und im Mannheimer Ritzz.
Nach der Schule belegten Niels Reinhard und Tim Hoffmann an der Berufsakademie Mannheim den Studiengang Digitale Medien. Zusammen mit weiteren Kommilitonen drehten sie dort 2008 im Rahmen des Projekts Solo2070 den Kurzfilm Soloaufnahmen, der über die Hochschule hinaus Aufmerksamkeit erregte. Darüber hinaus war Niels Reinhard auch Autor und Regisseur einer mehrteiligen Campus-Soap Helden des Campus – Studieren für Anfänger (2007) und Helden des Campus – Studieren für Fortgeschrittene (2008), die zu den ersten deutschen Web-Serien zählt, und verschiedener Kurzfilme.
Ab 2009 taten sich Niels Reinhard und Tim Hoffmann unter dem Namen Laserkraft 3D zusammen. Sie arbeiteten einen elektronischen (Bühnen-)Liveact aus. Erstmals machten die beiden mit dem Stück Polyester auf sich aufmerksam. Bei ihrem zweiten Titel Nein, Mann! (2010) verbanden sie die Musik und ihre Kurzfilmerfahrung aus dem gemeinsamen Studium und drehten ihr eigenes Musikvideo, in dem sie mit Piktogrammen und Schwarzlicht-Effekten den Sprechgesang des Stücks filmisch darstellten. Ihr Video löste einen viralen Hype aus und wurde bei YouTube mehr als 32 Millionen Mal (Stand: Oktober 2015) aufgerufen. Der Titel stieg im August bis auf Platz 1 der Deutschen Dance-Charts und wurde danach auch als Single veröffentlicht. Anfang September stieg es direkt in die Top 10 der deutschen und der österreichischen Singlecharts ein. Auch in der Schweiz, den Niederlanden und Belgien konnte sich Nein, Mann! platzieren. Danach tourten Niels Reinhard und Tim Hoffmann vor allem in Europa, aber auch in Mexiko und Aserbaidschan, und waren auf internationalen Festivals, wie der Nature One, SonneMondSterne, Urban Art Forms Festival und Time Warp Festival vertreten.
Niels Reinhard führte bei allen Laserkraft 3D Musikvideos Regie, die meisten zusammen mit Tim Hoffmann. Er kreierte und erstellte auch das Bühnen- und Outfitdesign der Band.
2013 produzierte Niels Reinhard zusammen mit Tim Hoffmann den Titelsong für die Internet-Sommerkampagne „Trink ‘ne Coke mit…“ von Coca-Cola Deutschland. In einer Kooperation erstellten sie als Laserkraft 3D zusammen mit der Agentur brandnewmusic und dem Filmemacher Kamerapferd das interaktive Musikvideo Dancing Bottles, bei dem der Zuschauer des Videos bestimmten konnte, welche Namen auf den Coca-Cola-Flaschen stehen sollen. An der Abschlussveranstaltung der Kampagne spielten sie am Brandenburger Tor in Berlin zum Tag der Deutschen Einheit vor insgesamt rund 700.000 Besuchern.
Im Winter 2013 auf 2014 arbeitete Niels Reinhard im Team des Internet-TV-Senders zuio.tv, ein Tochterunternehmen des Axel Springer SE, und produzierte Musik und Videos. Er führte bei Musikvideoprojekten Regie. Zusätzlich arbeitete er als Motion Graphic Designer und in verschiedenen Positionen an Film- und Fernseh-Sets, wie beispielsweise beim Wiesbadener Tatort. Er produzierte das 2016 erschienene Album Larissa White – Firebird von Larissa Rieß.
Seit 2017 arbeitet Reinhard als Drehbuchautor und Stoffentwickler, sowie als Motion Graphic Designer (VFX) für Filmproduktionsfirmen, wie Pantaleon Films und UFA Fiction.
2018 wurde sein Animations-Musikvideo „KANJO feat. NOVAA – Melody Of Need“ vom Raindance Film Festival in London ins Programm genommen.
Als Showrunner, Headwriter und Regisseur entwickelte Niels Reinhard 2021 zusammen mit Pantaleon Films und den Co-Autoren Alexander Wipprecht und Sebastian Stojetz für den Streamingdienst JOYN die fiktionale Dramedy-Club-Serie Spaceboys, die lose auf den Erlebnissen von Laserkraft 3D basiert. Die fertig geschriebene Serie wurde mitten im Casting-Prozess aufgrund der COVID-Pandemie und der damit einhergehenden Strategieumstellung JOYNs mit vielen anderen Serien gecancelt.
Seit 2023 arbeitet Niels Reinhard als Creative Director und Storyteller für den weltweit renovierten und preisgekrönten Escape-Room/Immersive-Experiences-Hersteller The Room Laboratories und war als Creative Director mitverantwortlich für den laut Escape Maniacs „besten Escape Room Deutschlands (10/10)“: „Die legende des herzlosen Piraten“ des Anbieters Dream Labs.

## Filmografie
Musikvideos (als Regisseur und Produzent)
- 2010: Laserkraft 3D – Nein, Mann! (Sony Music)
- 2011: Pizzaman – Sex On The Streets (Laserkraft 3D Remix) (Armada/Zouk)
- 2011: Laserkraft 3D – Weightless (Sony Music Germany / WePlay Music)
- 2012: Laserkraft 3D – Musik (WePlay Music)
- 2012: Laserkraft 3D – Urlaub (WePlay Music)
- 2013: Laserkraft 3D & The Goooniez – Voyager I (WePlay Music)
- 2013: The Lost Bot feat. Laura Carbone – Young & Strong (Bitbox)
- 2015: Larissa White – Night Is Over (Bitbox)
- 2015: Larissa White – Catfight (Bitbox)
- 2016: Laserkraft 3D – Egal Wohin (Warner Music)
- 2017: DJ Katch feat. Hayley – Lights Out (Too Drunk) (Warner Music)
- 2017: KANJO feat. NOVAA – Melody Of Need (Kosmo Records)
- 2018: OHMYBOY feat. Røom – I’m On Overload (Selected. Records)
- 2018: LEA x Cyril – Immer wenn ich dich seh’ (Soundtrack zum Film „Das schönste Mädchen der Welt“)(Four Music, Tobis Film)[18]

Film- und Serienprojekte (als Regisseur)
- 2007: Helden des Campus – Studieren für Anfänger (Online-Serie, 6 Episoden)
- 2008: Soloaufnahmen (Kurzfilm)
- 2008: Helden des Campus – Studieren für Fortgeschrittene (Online-Serie, 6 Episoden)
- 2010: Vanilleduft und Blutgeschmack (Kurzfilm)
- 2021: Spaceboys (JOYN, 8 Episoden) – In der Vorproduktion gecancelt
- 2022: Tender Hearts – Staffel 1 (als 2nd Unit Director[19]) (WOW/Sky)

## Diskografie
Singles
- Groovejuice – Café Prague (120dB Records 2010)
- Laserkraft 3D – Polyester EP (120dB Records 2010)
- Laserkraft 3D – Nein, Mann! (120dB Records / Weplay / Sony Music 2010)
- Laserkraft 3D – Weightless (120dB Records / Weplay / Sony Music 2011)
- Laserkraft 3D – Musik (Weplay 2012)
- Laserkraft 3D – Urlaub (Weplay 2012)
- Laserkraft 3D – Voyager I feat. The Goooniez (Weplay 2013)
- Laserkraft 3D – Jumpin’ (Weplay 2013)
- The Lost Bot feat. Laura Carbone – Young & Strong (Bitbox Records 2013)
- Laserkraft 3D – Blacklight District feat. Max Mostley (Weplay 2014)
- Larissa White – Night Is Over (bitbox records 2015)
- Larissa White – Catfight (bitbox records 2015)
- ohmyboy & Wöllstein – Fuck Privacy (Burlesque Musique 2016)
- Groovejuice – Café Prague 2016 (120dB Records 2016)
- Laserkraft 3D – Egal wohin (WePlay / Warner Music Germany 2016)
- OHMYBOY & Røom – I’m On Overload (Selected. 2017)
- KANJO feat. NOVAA – Melody Of Need (Kosmo Records 2017)
- OHMYBOY – The Animal Inside (Sacre Bleu 2017)
- KANJO feat. Juan Geck – Expectations (Kosmos Records 2018)
- KANJO – Clockwork (Kosmo Records 2018)
- OHMYBOY – Way Down / Hyperion (EP) (Eton Messy Records 2018)
- KANJO feat. Ayaia & ChampiJan – We Run This (Kosmo Records 2018)
- AKA AKA & OHMYBOY – Dance Dance Dance Dance (Whats Poppin 2021)

Alben
- The Lost Bot – Binary Life (Bitbox Records 2014)
- Larissa White – Firebird (Bitbox Records 2016)

Remixes
- Blazing Funk – Hate and Jealousy (Groovejuice Remix) (Direct Drive Digital 2007)
- Niko Tune – Paso Doble (Groovejuice Remix) (120dB Records 2010)
- Laserkraft 3D – Polyester (Groovejuice Remix) (120dB Records 2010)
- Wishes & Dreams – Changes (Laserkraft 3D Remix) (120db Records 2010)
- Grum – Through the Night (Laserkraft 3D Remix) (Heartbeats / WePLAY 2010)
- Robyn – Indestructible (Laserkraft 3D Remix) (Konichiwa Records 2010)
- Pizzaman – Sex on the Streets (Laserkraft 3D Remix) (Armada Music / Zouk 2011[20])
- Pleasurekraft – Carny (Laserkraft 3D Remix) (Kontor Records 2011)
- Da Fresh – Yesterday (Dabruck & Klein vs. Laserkraft 3D Remix) (Armada Music / Zouk 2011)
- Tube & Berger – Free Tribe (Laserkraft 3D Remix) (WePLAY Music & Management 2011)
- ATB – Heartbeats (Laserkraft 3D Remix Vocal Edit) (Kontor Records 2011)
- Tocadisco – TIM3 (Laserkraft 3D Remix) (Toca45 Recordings 2012)
- Laserkraft 3D – Urlaub (Groovejuice Remix) (WePlay 2012)
- Stefan Dabruck – Saturn (Laserkraft 3D Remix) (Armada Music 2012)
- Kris Menace feat. The Kiki Twins – We Are (Laserkraft 3D Remix) (WePLAY Music & Management 2012)
- Tom Wax & Marusha – Summertime (Laserkraft 3D Remix) (WePLAY Music & Management 2012)
- Melanie Morana – Girls On Top (Laserkraft 3D’s Bad Girls Remix) (WePLAY Music & Management 2013)
- Chris Valentino – Around The World (Laserkraft 3D Remix) (Sony Music Entertainment Germany 2013)
- Falko Niestolik & BK Duke – Guns & Girls (Laserkraft 3D Remix) (WePLAY Music & Management 2014)
- Joachim Deutschland & Tom Franke – Marie (Laserkraft 3D Remix) (WePLAY Music & Management 2014)
- Mando Diao – Sweet Wet Dreams (Laserkraft 3D’s Wet Remix) (Sony Music 2014)
- Mando Diao – Sweet Wet Dreams (Laserkraft 3D’s Sweet Remix) (Sony Music 2014)
- Laserkraft 3D feat. Max Mostley – Blacklight District (Laserkraft 3D’s Max. Remix) (WePLAY Music & Management 2014)
- Scooter – Fire (Laserkraft 3D Remix) (Kontor Records 2015)
- Lee Coombs & Andy Hughes – Congo Bongo (OHMYBOY Remix) (D. B. Stereo 2017)

Free Online-Give-Aways
- OHMYBOY – Best Track Ever (2014)
- OHMYBOY – I Said No! (2014)
- OHMYBOY – Marrakesh (2015)
- OHMYBOY – Frozen (2022)

## Auszeichnungen
- 2010: Deutscher Jugendfilmpreis für den Kurzfilm „Vanilleduft und Blutgeschmack“
- 2010: Raveline Leserpoll in der Kategorie „Bester Newcomer“ für das Projekt Laserkraft 3D
- 2010: Raveline Leserpoll in der Kategorie „Bester Track“ für den Song „Laserkraft 3D – Nein, Mann!“
- 2010: Raveline Leserpoll in der Kategorie „Nervigster Track“ für den Song „Laserkraft 3D – Nein, Mann!“
- 2011: VIVA Comet in der Kategorie „Bester Partysong“ für den Song „Laserkraft 3D – Nein, Mann!“
- 2011: Goldene Schallplatte (Deutschland) für den Song „Laserkraft 3D – Nein, Mann!“
- 2013: Deutscher Musik Fach-Award in der Kategorie „Bestes Video“ für das Musikvideo „Laserkraft 3D – Urlaub“
- 2014: Effie Award „gold“ in der Kategorie „most effective campaign“ via Coca-Cola Deutschland & Scholz & Volkmer (Jumpin')
- 2017: Platin-Schallplatte (Schweden) als Regisseur und Musikvideoproduzent für den Song „DJ Katch ft. Hayley – Lights Out“
- 2017: Platin-Schallplatte (Norwegen) als Regisseur und Musikvideoproduzent für den Song „DJ Katch ft. Hayley – Lights Out“
- 2018: „Best Music“ auf dem Toronto Feedback Film Festival für den Song bzw. das Musikvideo zu „KANJO feat. Novaa – Melody of Need“
- 2019: Goldene Schallplatte (Deutschland) als Musikvideo-Regisseur für den Song „LEA feat. Cyril – Immer wenn wir uns seh’n“
- 2023: 10/10 Punkte: „Bester Escape Room Deutschlands“ der Escape Maniacs[21] als Creative Director für „Die Legende des herzlosen Piraten (Dream Labs)“

## Nominierungen
- 2009: Deutscher Jugendfilmpreis für den Kurzfilm „Soloaufnahmen“
- 2009: 1 Live Krone in der Kategorie „Bester Song“ für den Song „Laserkraft 3D – Nein, Mann!“
- 2011: Comet in der Kategorie „Bestes Video“ für das Musikvideo „Laserkraft 3D – Nein, Mann!“
- 2011: Echo in der Kategorie „Bestes Video national“ für das Musikvideo „Laserkraft 3D – Nein, Mann!“
- 2017: „Best Animation Short Film“ des Barcelona Planet Film Festivals für das Musikvideo „KANJO feat. NOVAA – Melody Of Need“
- 2017: „Best Animated Music Video“ des Paris International Music Video Underground Festivals für das Musikvideo „KANJO feat. NOVAA – Melody Of Need“
- 2018: „Best Music Video“ des Twister Alley Film Festival (Oklahoma, U.S.A) für das Musikvideo „KANJO feat. NOVAA – Melody Of Need“